# Romanticismo alemán
El romanticismo alemán (en alemán: Deutsche Romantik) fue el movimiento intelectual dominante en los países de habla alemana a finales del siglo XVIII y principios del XIX, e influyó en la filosofía, la estética, la literatura y la crítica. En comparación con el romanticismo de otras naciones, la variante alemana se desarrolló relativamente temprano y, en sus primeros años, coincidió con el Clasicismo de Weimar (1772-1805). El romanticismo alemán es a la vez manifestación espiritual (en alemán: Geist, lit. 'espíritu') del pueblo alemán y la región pangermánica.[cita requerida] En el romanticismo alemán —como en el romanticismo en general— prima el sentimiento sobre la racionalidad y la técnica. El espíritu y el sentido de la vida a través de la libertad sentaron a fines del siglo XVIII las bases del arte alemán.
El período inicial, aproximadamente de 1797 a 1802, se conoce como Frühromantik o Romanticismo de Jena.  Los filósofos y escritores centrales del movimiento fueron Wilhelm Heinrich Wackenroder (1773-1798), Friedrich Wilhelm Joseph Schelling (1775-1854), Friedrich Schleiermacher (1768-1834), Karl Wilhelm Friedrich Schlegel (1772-1829), August Wilhelm Schlegel (1767-1845), Ludwig Tieck (1773-1853) y Friedrich von Hardenberg (Novalis) (1772-1801).
Los románticos alemanes tempranos se esforzaron por crear una nueva síntesis de arte, filosofía y ciencia, considerando la Edad Media como un período más simple de cultura integrada; sin embargo, se percataron de la fragilidad de la unidad cultural que buscaban. El romanticismo alemán tardío enfatizó la tensión entre el mundo cotidiano y las proyecciones irracionales y sobrenaturales del genio creativo. En particular, el crítico Heinrich Heine criticó la tendencia de los románticos alemanes tempranos a buscar en el Sacro Imperio Romano Germánico medieval un modelo de unidad en las artes, la religión y la sociedad.
Un producto importante de la invasión y ocupación militar de las regiones de habla alemana, tradicionalmente balcanizadas política y religiosamente, que comenzó bajo la Primera República Francesa y continuó bajo Napoleón, fue el desarrollo del pangermanismo y el nacionalismo romántico, que con el tiempo llevaron a la creación de la Confederación Germánica en 1815 y el Imperio alemán en 1871. En conformidad, el romanticismo alemán estuvo arraigado tanto en la búsqueda, —personificada en el barón y anticuario Joseph von Laßberg, el historiador Johann Martin Lappenberg y los hermanos Grimm— de la descolonización, una cultura distintivamente alemana y una identidad nacional, como en la hostilidad hacia ciertas ideas de la Ilustración, la Revolución francesa, el Reinado del Terror y el Primer Imperio francés. Varios pensadores románticos importantes, especialmente Ernst Moritz Arndt, Johann Gottlieb Fichte, Heinrich von Kleist y Friedrich Schleiermacher, adoptaron muchos elementos de la filosofía política de la Contrailustración y fueron hostiles al liberalismo clásico, el racionalismo, el neoclasicismo y el cosmopolitismo.  Otros románticos, como Heine, apoyaron plenamente las revoluciones alemanas de 1848.

## Antecedentes
Los orígenes del movimiento se remontan a la era del Sturm und Drang, un movimiento en la literatura y la música alemanas entre finales de la década de 1760 y principios de la de 1780 que glorificaba el «genio original» como arquetipo del ser humano y del artista superior, y en el que por tanto la subjetividad individual y, en particular, los extremos de las emociones encontraron libre expresión en reacción a las restricciones percibidas del racionalismo impuestas por la Ilustración y los movimientos estéticos asociados.  También importante fue la obra del filósofo y escritor francés Jean-Jacques Rousseau (1712-1778).  El interés por la libertad individual y por la naturaleza como fuente de inspiración poética es un hilo conductor en la secuencia de los movimientos Sturm und Drang, el Clasicismo de Weimar y el Romanticismo, que desde cierta perspectiva pueden considerarse fases separadas en un único desarrollo literario. Dentro de este marco, los románticos alemanes forjaron una nueva síntesis distintiva de poesía, filosofía y ciencia. Suelen distinguirse dos generaciones de escritores románticos: el grupo más antiguo, compuesto en parte por Ludwig Tieck, Wilhelm Heinrich Wackenroder, Novalis, Friedrich Schleiermacher y Friedrich y August Wilhelm von Schlegel; y el grupo más joven, que comprende a Achim von Arnim, Clemens Brentano, Joseph Eichendorff, Wilhelm y Jakob Grimm, y el pintor Philipp Otto Runge.
La Revolución francesa (1787-1799) tuvo un impacto decisivo en los escritores y pensadores románticos alemanes. Las Guerras napoleónicas, que comenzaron en 1792 y culminaron con el Congreso de Viena en 1814-1815, causaron mucho sufrimiento y, en última instancia, condujeron a una importante reestructuración de Alemania. Las convulsiones de este período dieron lugar a un nuevo deseo de un movimiento cultural exclusivamente alemán que se opusiera explícitamente al racionalismo francés.

## Primer romanticismo (Frühromantik)

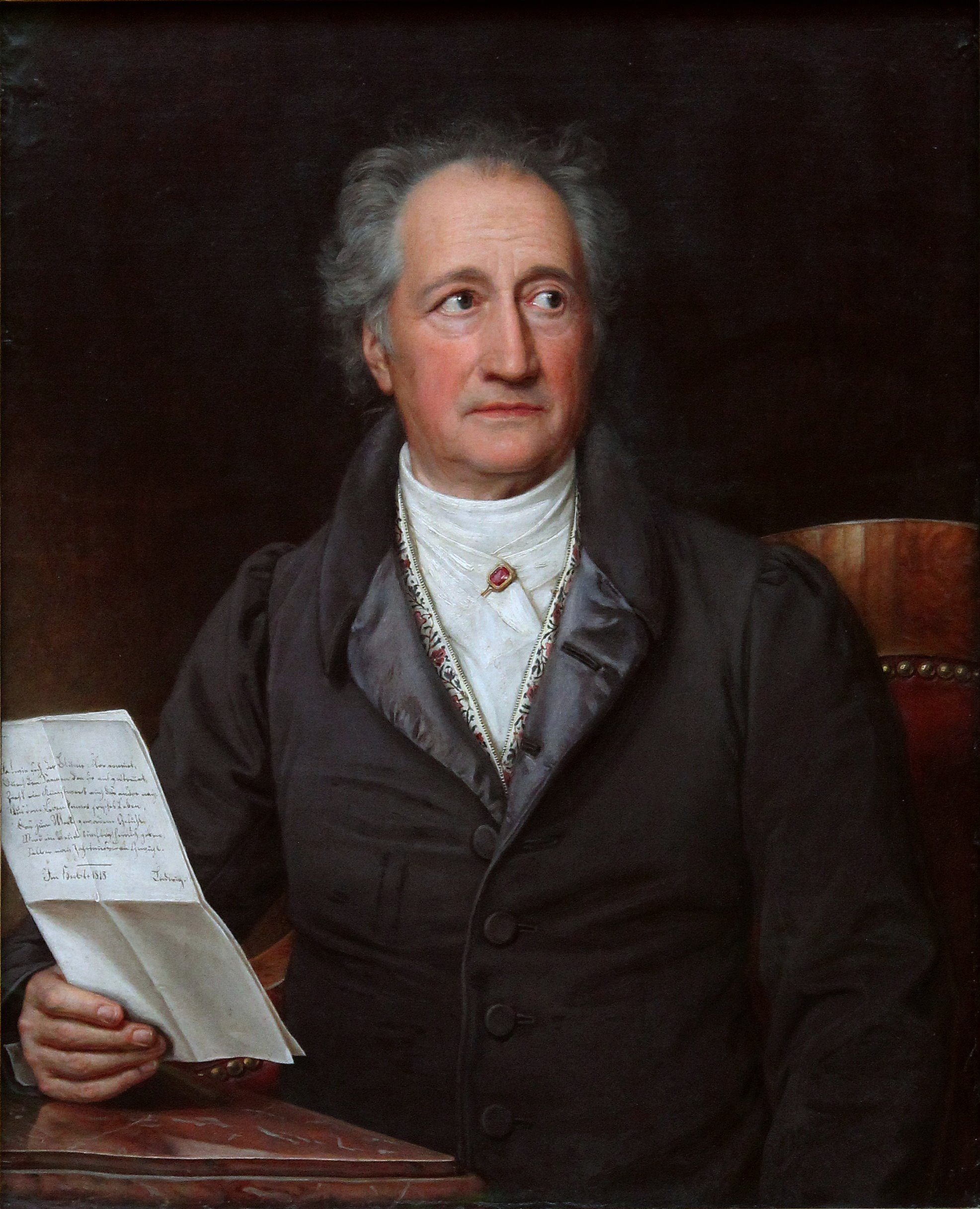
Johann Wolfgang von Goethe, padre del romanticismo alemán.

El primer romanticismo alemán tuvo como centro Jena (situada a 20 km de Weimar) y el salón que allí tenía Caroline Schelling. Aunque Goethe fue la piedra fundacional del romanticismo alemán y uno de los grandes genios de la literatura universal y sus primeras obras están vinculadas al movimiento Sturm und Drang, tras un viaje a Italia, sin embargo, adoptó un estilo más clásico, sin renunciar a los temas románticos, creando el llamado clasicismo de Weimar. Junto a Friedrich Schiller y el grupo llamado «los románticos alemanes» (Novalis, E. T. A. Hoffmann y Friedrich Hölderlin) formaron una corriente mística centrada en las bases históricas (Geschichte) del pueblo (Volk) opuesta al estratificado ideal francés. Se destacan tres puntos fundamentales:
- Oposición al clasicismo y a la racionalidad.
- Arte basado en la libertad, el sentimiento y la espontaneidad.
- Recuperación del espíritu originario del pueblo pangermánico.

Pero este no era su contrapunto; más bien era la Aufklärung (racionalismo iluminista) lo que los románticos alemanes sentían necesidad de superar. La gran obra de este período es a todas luces el Fausto de Goethe, largo y complejo poema dramático de tema filosófico, publicado en dos partes. En él se reflexiona sobre el destino humano a través de la historia del protagonista, que vende su alma al diablo a cambio de la sabiduría y la juventud. Fausto es, en la intención del poeta, símbolo de la humanidad, que yerra cuando actúa, pero que debe actuar para hallar la salvación. El Fausto es llamado (con cierta anticipación contextual, casi como una profecía) la primera tragedia universal de la modernidad.
La filosofía idealista alemana desempeñó un papel importante en la génesis del romanticismo, que se veía a sí mismo lidiando con una crisis en la subjetividad humana y sentando las bases para una nueva síntesis de la realidad mental y física. El primer paso lo dio Johann Gottlieb Fichte con su Wissenschaftslehre (1794; Fundamento de toda doctrina de la ciencia, como manuscrito por sus oyentes), que definió al sujeto («Ich» o «Yo») en términos de su relación con el mundo de los objetos («Nicht-Ich» o «No-Yo»). Friedrich Wilhelm Joseph von Schelling con sus Ideen zu einer Philosophie der Natur (1797; Ideas sobre una filosofía de la naturaleza) postuló una relación recíproca entre la naturaleza y la mente: su famosa formulación «La naturaleza es mente inconsciente, la mente es naturaleza inconsciente» sienta las bases para gran parte de la literatura romántica alemana. Los escritos filosóficos de Friedrich von Schlegel continuaron esta línea de pensamiento al reevaluar el papel de la imaginación creativa en la vida humana. La poesía —el término que los románticos usaban para designar todas las formas de escritura creativa— anticipaba una armonía futura en la que todos los conflictos se resolverían en una vasta unidad productiva. Adaptando la dialéctica de Georg Wilhelm Friedrich Hegel (una interacción postulada de ideas opuestas que conduce a una síntesis), Schlegel desarrolló su concepto clave de «ironía», con el que se refería a una forma de pensamiento o escritura que incluía su propia autorreflexión y autocrítica. La poesía irónica, en opinión de Schlegel, era una forma literaria de doble vía en la que una percepción ingenua o inmediata de la realidad se acompaña de una reflexión crítica más sofisticada sobre ella.

## Segundo romanticismo (jüngere Romantik)
En esta etapa del romanticismo alemán se producen los mayores clásicos universales, presentes mayormente en cuentos infantiles. Clave en esto serían los hermanos Grimm y E.T.A. Hoffmann que producirían creaciones tales como Cascanueces, El lobo y las siete cabritas, los músicos de Bremen, Blancanieves y los siete enanitos, y La Cenicienta entre otros. 
En la poesía el romanticismo tendrá un gran impulso también, pero en el teatro prepara las bases para una revolución en ese género artístico. Georg Büchner con La muerte de Danton y Woyzeck influyó notablemente a Bertolt Brecht para llevar el romanticismo y la utopía política fusionados en la técnica teatral a través de su teatro dialéctico.
El romanticismo crea no solo una manifestación cultural propiamente pangermánica, sino que, a fines del siglo XIX, sienta las bases de la estética misma de occidente; parámetros que permanecen hasta el día de hoy en aspectos que van desde la publicidad hasta el arte y la vida cotidiana.

## Keine Farbe ist so romantisch als ein Ton: el romanticismo en la música
La música romántica alemana fue tremendamente impulsiva, como la imagen de la tormenta del übermensch nietzscheano. Franz Schubert, Robert Schumann, Franz Liszt y Johannes Brahms inauguraron la llamada música romántica alemana que—pese a su temperamento—también tenía una especial ternura (por ejemplo, las melodías de Lullaby, de Brahms). La segunda generación (posromanticismo alemán) llevó la música al grado más alto de la tradición romántica, entre la tragedia y la épica. Destacan la sobriedad de Felix Mendelssohn, la magistralidad de entender el vals en Richard Strauss y sobre todo la genialidad de Richard Wagner. Admirado por intelectuales y filósofos de todas las corrientes, su mezcla entre filosofía, historia y música forjó clásicos de la altura de El holandés errante, Tristán e Isolda o El anillo del Nibelungo. Posteriormente, cierra este brillante capítulo de la historia universal en el siglo XX con Arnold Schönberg y su experimentación con ruidos y secuencias.